# Mielżyn
Mielżyn [pronunciación en polaco: /ˈmjɛlʐɨn/] (en alemán: Mieltschin) es un pueblo ubicado en el distrito administrativo de Gmina Witkowo, dentro de Distrito de Gniezno, Voivodato de Gran Polonia, en el oeste de Polonia central. Se encuentra aproximadamente a 6 kilómetros al sur de Witkowo, a 21 kilómetros al sureste de Gniezno, y a 58 kilómetros al este de la capital regional Poznań.
El pueblo tiene una población de 660 habitantes.